# Alfredo Wagner
Alfredo Wagner är en kommun i Brasilien.   Den ligger i delstaten Santa Catarina, i den södra delen av landet, 1 300 km söder om huvudstaden Brasília. Antalet invånare är 9 410.
I omgivningarna runt Alfredo Wagner växer i huvudsak städsegrön lövskog. Runt Alfredo Wagner är det glesbefolkat, med 11 invånare per kvadratkilometer.